# گورگن یغیازاریان
گورگن هامبارتسومی یغیازاریان (ارمنی: Գուրգեն Համբարձումի Եղիազարյան؛ زادهٔ ۲۹ سپتامبر ۱۹۴۸ - درگذشته ۲۸ اکتبر ۲۰۲۰) کارمند دولت و سیاستمدار اهل ارمنستان بود.

## زندگی‌نامه
وی در ۲۹ سپتامبر ۱۹۴۸ در ایروان به دنیا آمد و از دانشگاه دولتی ایروان فارغ‌التحصیل گشت.  وی در ۲۸ اکتبر ۲۰۲۰ در سن ۷۲ سالگی در ایروان به علت دنیاگیری کووید-۱۹ درگذشت.